# La Nive
La Nive este o arie protejată (sit de importanță comunitară — SCI) din Franța întinsă pe o suprafață de 9.473 ha, integral pe uscat.

## Localizare
Centrul sitului La Nive este situat la coordonatele 43°15′51″N 1°22′47″W / 43.26424°N 1.37981°V.

## Înființare
Situl La Nive a fost declarat arie specială de conservare în baza directivei 92/43 din 1992 referitoare la conservarea habitatelor naturale și a faunei și florei sălbatice pentru a proteja 3 specii de plante și 17 specii de animale.

## Biodiversitate
Situată în ecoregiunile alpină și atlantică, aria protejată conține 19 habitate naturale: Liziere de ierburi înalte hidrofile de câmpie și de nivel montan până la alpin, Păduri aluvionare cu Alnus glutinosa și Fraxinus excelsior (Alno-Padion, Alnion incanae, Salicion albae), Izvoare petrifiante cu formare de travertin (Cratoneurion), Pante stâncoase silicioase cu vegetație casmofită, Pășuni atlantice udate de apa mării (Glauco-Puccinellietalia maritimae), Ape oligotrofe din câmpii nisipoase, cu un conținut foarte redus de minerale (Littorelletalia uniflorae), Lacuri eutrofice naturale cu vegetație de tip Magnopotamion sau Hydrocharition, Cursuri de apă de la nivel de câmpie la nivel montan, cu vegetație Ranunculion fluitantis și Callitricho-Batrachion, Râuri cu maluri nămoloase cu vegetație de Chenopodion rubri p.p. și Bidention p.p., Pajiști uscate europene, Formațiuni ierboase bogate în specii de Nardus, dezvoltate pe substraturi silicioase în zone montane (și în zone submontane, în Europa continentală), Mlaștini alcaline, Păduri pe pante, grohotișuri și ravene de Tilio-Acerion, Păduri de fag acidofile atlantice, cu subarboret de Ilex și, uneori, de asemenea, Taxus, la nivelul arbuștilor (Quercion robori-petraeae sau Ilici-Fagenion), Păduri de stejar galițio-portugheze cu Quercus robur și Quercus pyrenaica, Pajiști cu Molinia pe soluri calcaroase, turboase sau argilos-nămoloase (Molinion caeruleae), Turbării active, Fânețe de joasă altitudine (Alopecurus pratensis, Sanguisorba officinalis), Păduri mixte riverane de Quercus robur, Ulmus laevis și Ulmus minor, Fraxinus excelsior sau Fraxinus angustifolia, de-a lungul marilor râuri (Ulmenion minoris).
La baza desemnării sitului se află mai multe specii protejate:
- plante (3): Angelica heterocarpa, Soldanella villosa, Trichomanes speciosum
- mamifere (3): Galemys pyrenaicus, vidră de râu (Lutra lutra), nurcă (Mustela lutreola)
- nevertebrate (4): Austropotamobius pallipes, Coenagrion mercuriale, Elona quimperiana, fluturele purpuriu (Lycaena dispar)
- pești (9): Alosa alosa, Alosa fallax, Cottus aturi, zglăvoacă (Cottus gobio), Lampetra fluviatilis, cicar (Lampetra planeri), Parachondrostoma toxostoma, Petromyzon marinus, somonul (Salmo salar)
- reptile (1): țestoasa de baltă (Emys orbicularis)

Pe lângă speciile protejate, pe teritoriul sitului au mai fost identificate 1 specie de păsări.